# Coutierea agassizi
Coutierea agassizi is een garnalensoort uit de familie van de Palaemonidae. De wetenschappelijke naam van de soort is voor het eerst geldig gepubliceerd in 1901 door Coutière.